# تشرنا ف پوشوماوی
تشرنا ف پوشوماوی (به چکی: Černá v Pošumaví) یک منطقهٔ مسکونی در جمهوری چک است که در ناحیه تشسکی کروملوو واقع شده‌است. تشرنا ف پوشوماوی ۸۱۵ نفر جمعیت دارد.